# 佐野善作

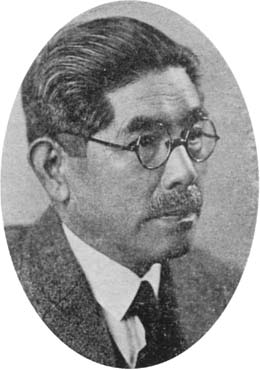
佐野善作

佐野 善作（さの ぜんさく、1873年（明治6年）8月29日 - 1952年（昭和27年）5月1日）は、日本の会計学者、経済学者、教育家。商業教育に大きな功績があるとして、1952年に勲一等瑞宝章を受章した。

## 来歴
1873年、現在の静岡県富士市中島に生まれる。1895年高等商業学校（現・一橋大学）卒業。同期に石井健吾（元第一銀行頭取）、岡崎久次郎（日米富士自転車創業者）などがいた。
卒業後はコロンビア大学、ロンドン大学に留学し、研究を深める。帰国後は母校の高等商業学校助手となり、1896年より同助教授、1900年より同教授。1903年より附属商業教員養成所主事。1911年、法学博士号を取得。1914年、東京高等商業学校校長、1920年に同校が大学へ昇格すると東京商科大学（現・一橋大学）初代学長を務めた。1921年、同校名誉教授。
1935年、杉村広蔵助教授の博士論文の審査において白票が投じられたという「白票事件」により生じた学内の混乱を鎮めるために学長を辞任した。
商工審議会、産業統制委員会、中央統計委員会、文教審議会等の委員も歴任した。

## 教育者としての業績
初の生え抜き校長として、東京高等商業学校の発展及び大学昇格に尽力した。佐野が校長を務める間に如水会の設立等が行われた。1917年の臨時教育会議で帝国大学以外の大学設立が認められるようになり、1920年東京高等商業学校は晴れて「東京商科大学」に昇格、佐野は初代学長に就任した。同僚の下野直太郎、星野太郎、關一、村瀬春雄、坂本陶一、石川文吾、瀧本美夫、横井時冬らとともに明治大学商学部設立にも尽力し、1904年に明治大学商学部が設立されると講師（売買取引所・貨幣及び信用論・銀行）に就任。
1923年の関東大震災により、神田にあった東京商科大学の校舎は崩壊してしまった。これを契機に大学の移転を考えた佐野は、堤康次郎とともに東京府北多摩郡谷保村（現東京都国立市）をドイツ・ゲッティンゲンをモデルに学園都市として開発し、1929年校舎を移転した。なお、1939年に国立市にあった佐野の私邸は大学に寄付され、「佐野書院」として改築を経て現在も大学施設として使用されている。
弟子に高垣寅次郎、高瀬荘太郎、田中金司、山口茂等。

## その他の活動
書を能くし「岳南」と号した。「岳南」は、出身地である富士市を含む富士山南西麓地域を指す地名である。